# St. Oswald (Ederheim)

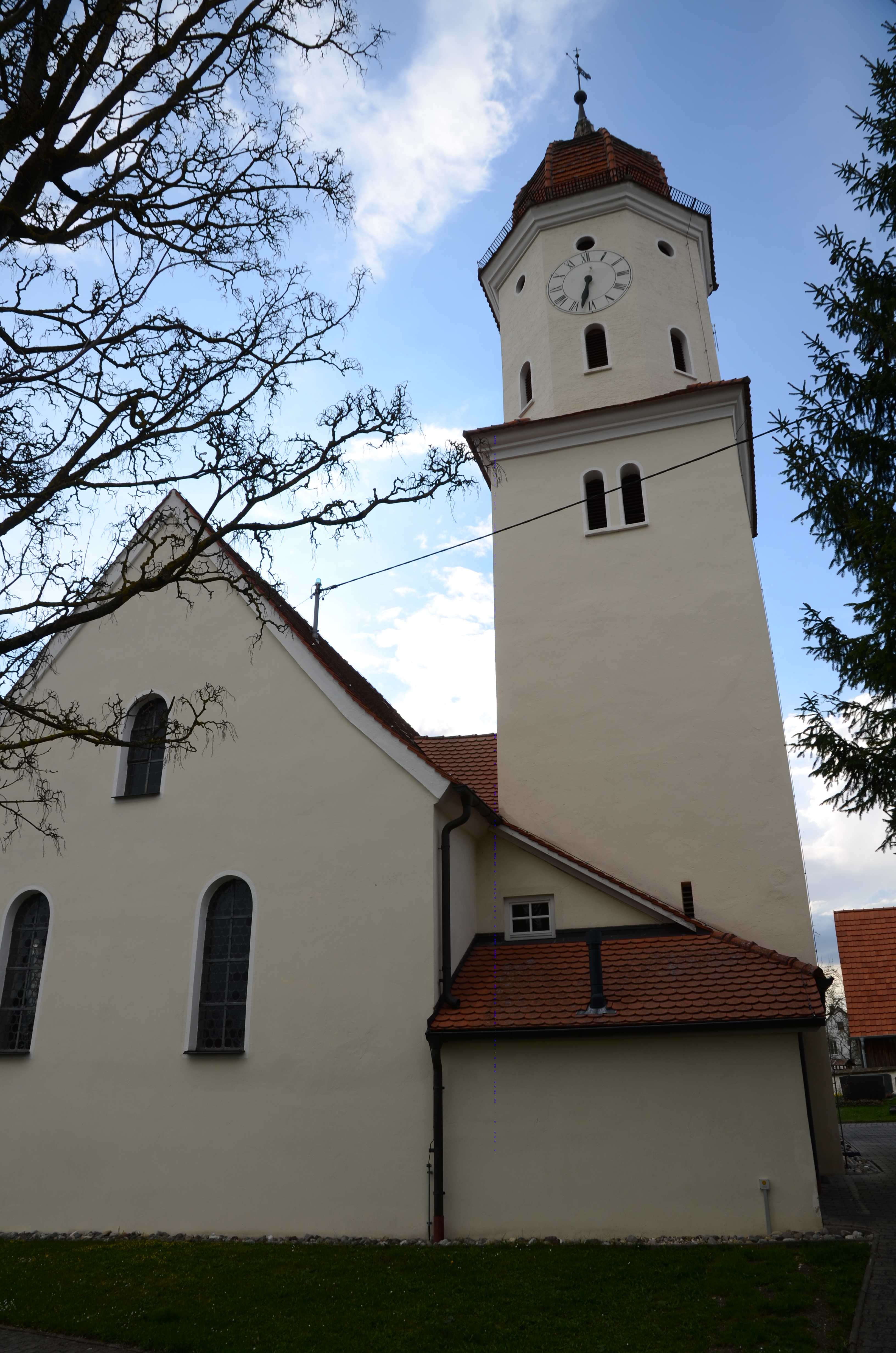
St. Oswald in Ederheim

Die evangelisch-lutherische Pfarrkirche St. Oswald steht in Ederheim, einer Gemeinde im schwäbischen Landkreis Donau-Ries von Bayern. Das Bauwerk ist in der Liste der Baudenkmäler in Ederheim als Baudenkmal unter der Nr. D-7-79-136-3 eingetragen. Die Kirchengemeinde gehört zum Dekanat Donau-Ries im Kirchenkreis Augsburg der Evangelisch-Lutherischen Kirche in Bayern.

## Beschreibung
Die Saalkirche wurde im Markgrafenstil erbaut. Der Kirchturm auf quadratischem Grundriss wurde in der zweiten Hälfte des 17. Jahrhunderts auf den Grundmauern des Vorgängerbaus errichtet. Das Langhaus wurde um 1740/45 quer an seiner Südwand angefügt. Die Sakristei steht in der Nord-Ost-Ecke von Langhaus und Kirchturm. Der Kirchturm wurde mit einem achteckigen Geschoss aufgestockt. An vier Seiten befinden sich die Zifferblätter der Turmuhr. Darauf sitzt eine Zwiebelhaube. 
Im Innenraum des Langhauses befindet sich an der Nordwand eine Empore, auf deren Brüstung die Apostel abgebildet sind. Auf der Deckenmalerei der Flachdecke sind die Trinität, die Kreuzigung und die Auferstehung Jesu Christi abgebildet.